# Pseudolimnophila (Pseudolimnophila) subaurantiaca
Pseudolimnophila (Pseudolimnophila) subaurantiaca is een tweevleugelige uit de familie steltmuggen (Limoniidae). De soort komt voor in het Afrotropisch gebied.